# Franco Nisi
Franco Nisi (Milano, 11 dicembre 1957 – Milano, 7 novembre 2016) è stato un giornalista, autore televisivo e conduttore radiofonico italiano.
Legato a Radio Italia sin dai primi anni di vita dell'emittente, nel corso della sua carriera lavorò anche come autore televisivo per programmi a diffusione nazionale.

## Biografia
Studiò pianoforte, teoria musicale, armonia e composizione al Conservatorio di Milano . Esordì nel 1977 su Radio Metropoli, approdando poi nel 1981 al circuito Multiradio Studio 21. Nel 1986 avvenne invece il suo passaggio a Radio Italia, emittente di cui divenne direttore l'anno successivo e per la quale lavorò per trent'anni, collaborando nel corso delle stagioni con la redazione giornalistica del network e contribuendo al lancio di diverse iniziative, come il RadioItaliaLive - Il concerto e la rete televisiva Video Italia, poi diventata Radio Italia TV.
All'attività radiofonica affiancò quella televisiva, lavorando in qualità di autore per numerosi programmi e scrivendo i testi per Toto Cutugno, Mara Venier, Loretta Goggi, Lello Arena, Massimo Lopez, Piero Chiambretti, Alba Parietti. Nel 1996 condusse per TMC2 il varietà musicale A casa con Radio Italia, mentre nello stesso periodo ideò per TMC il varietà musicale Sei forte!.
Collaborò con Mike Bongiorno, curando per lui diverse trasmissioni, come Tris, Viva Napoli, il 47° Festival di Sanremo e l'edizione 1991-1992 di Telemike. Curò inoltre l'edizione di Domenica In del 1993 e l'edizione di Sanremo Estate del 2004.
Lavorava e viveva prevalentemente a Milano, dove morì il 7 novembre 2016 a 58 anni in seguito a una lunga malattia.

## Riconoscimenti
Franco Nisi ottenne numerose onorificenze e riconoscimenti: il 22 ottobre 2004 presso la sala del Cenacolo della Camera dei deputati in Roma venne insignito della laurea honoris causa in Economia e tecnica della comunicazione rilasciata da ISFOA Libera e Privata Università di Diritto Internazionale.